# Grand Prix Formule 1 van Frankrijk 1985
De Grand Prix Formule 1 van Frankrijk 1985 werd verreden op 7 juli op het Circuit Paul Ricard. Het was de zevende race van het seizoen.

## Uitslag
| Positie | Nummer | Rijder             | Team                   | Ronden | Tijd/Opgave     | Startplaats | Punten |
| ------- | ------ | ------------------ | ---------------------- | ------ | --------------- | ----------- | ------ |
| 1       | 7      | Nelson Piquet      | Brabham-BMW            | 53     | 1:31:46.266     | 5           | 9      |
| 2       | 6      | Keke Rosberg       | Williams-Honda         | 53     | + 6.660         | 1           | 6      |
| 3       | 2      | Alain Prost        | McLaren-TAG            | 53     | + 9.285         | 4           | 4      |
| 4       | 28     | Stefan Johansson   | Ferrari                | 53     | + 53.491        | 16          | 3      |
| 5       | 11     | Elio de Angelis    | Lotus-Renault          | 53     | + 53.690        | 7           | 2      |
| 6       | 15     | Patrick Tambay     | Renault                | 53     | + 1:15.167      | 10          | 1      |
| 7       | 16     | Derek Warwick      | Renault                | 53     | + 1:44.212      | 11          |        |
| 8       | 8      | Marc Surer         | Brabham-BMW            | 52     | + 1 Ronde       | 14          |        |
| 9       | 18     | Thierry Boutsen    | Arrows-BMW             | 52     | + 1 Ronde       | 12          |        |
| 10      | 23     | Eddie Cheever      | Alfa Romeo             | 52     | + 1 Ronde       | 18          |        |
| 11      | 22     | Riccardo Patrese   | Alfa Romeo             | 52     | + 1 Ronde       | 17          |        |
| 12      | 9      | Manfred Winkelhock | RAM-Hart               | 50     | + 3 Rondes      | 20          |        |
| 13      | 4      | Stefan Bellof      | Tyrrell-Ford           | 50     | + 3 Rondes      | 26          |        |
| 14      | 19     | Teo Fabi           | Toleman-Hart           | 49     | Benzinesysteem  | 19          |        |
| 15      | 24     | Piercarlo Ghinzani | Osella-Alfa Romeo      | 49     | + 4 Rondes      | 24          |        |
| NF      | 4      | Martin Brundle     | Tyrrell-Ford           | 32     | Versnellingsbak | 21          |        |
| NF      | 1      | Niki Lauda         | McLaren-TAG            | 30     | Versnellingsbak | 6           |        |
| NF      | 12     | Ayrton Senna       | Lotus-Renault          | 26     | Motor           | 2           |        |
| NF      | 17     | Gerhard Berger     | Arrows-BMW             | 20     | Ongeluk         | 9           |        |
| NF      | 29     | Pierluigi Martini  | Minardi-Motori Moderni | 19     | Ongeluk         | 25          |        |
| NF      | 10     | Philippe Alliot    | RAM-Hart               | 8      | Benzinesysteem  | 23          |        |
| NF      | 30     | Jonathan Palmer    | Zakspeed               | 6      | Motor           | 22          |        |
| NF      | 27     | Michele Alboreto   | Ferrari                | 5      | Turbo           | 3           |        |
| NF      | 25     | Andrea de Cesaris  | Ligier-Renault         | 4      | Stuurfout       | 13          |        |
| NF      | 26     | Jacques Laffite    | Ligier-Renault         | 2      | Turbo           | 15          |        |
| NS      | 5      | Nigel Mansell      | Williams-Honda         | 0      | Blessure        | 8           |        |

## Statistieken
| Pole-position | Keke Rosberg | Williams-Honda | 1:32.462 |
| Snelste ronde | Keke Rosberg | Williams-Honda | 1:39.914 |

## Noot
- Eerste snelste ronde voor Keke Rosberg en voor een Finse coureur.

1906 · 1907 · 1908 · 1912 · 1913 · 1914 · 1921 · 1922 · 1923 · 1924 · 1925 · 1926 · 1927 · 1928 · 1929 · 1930 · 1931 · 1932 · 1933 · 1934 · 1935 · 1936 · 1937 · 1938 · 1939 · 1947 · 1948 · 1949 · 1950 · 1951 · 1952 · 1953 · 1954 · 1956 · 1957 · 1958 · 1959 · 1960 · 1961 · 1962 · 1963 · 1964 · 1965 · 1966 · 1967 · 1968 · 1969 · 1970 · 1971 · 1972 · 1973 · 1974 · 1975 · 1976 · 1977 · 1978 · 1979 · 1980 · 1981 · 1982 · 1983 · 1984 · 1985 · 1986 · 1987 · 1988 · 1989 · 1990 · 1991 · 1992 · 1993 · 1994 · 1995 · 1996 · 1997 · 1998 · 1999 · 2000 · 2001 · 2002 · 2003 · 2004 · 2005 · 2006 · 2007 · 2008 · 2018 · 2019 · 2021 · 2022